# Vini kuhlii
Vini kuhlii là một loài chim trong họ Psittacidae.
Nó là một loài vẹt nhanh với bộ lông có màu sắc sống động; Lưng, cánh và chỏm đầu màu xanh lá cây, gáy và chân màu xanh biển và màu đỏ tươi bên dưới và má.

## Môi trường sống
Môi trường sinh sống là rừng tự nhiên và rừng trồng nhiệt đới vùng đất nhiệt đới tự nhiên. Giống như tất cả các loại Vini lycikeets, nó là một loài thực vật ăn thịt, và có một cái lưỡi chải để thu được mật hoa. Trên các hòn đảo bị che phủ bởi các khu rừng nguyên sinh và được bao phủ bởi các đồn điền dừa rộng lớn, loài chim nàu chỉ được tìm thấy ở các khu vực này.